# Паралельні всесвіти у фантастичній літературі
Паралельний всесвіт, також знаний як альтернативний всесвіт, паралельний світ, паралельний вимір або альтернативна реальність, є гіпотетичною автономною площиною існування, яка існує разом із нашим. Сукупність усіх потенційних паралельних всесвітів, які складають реальність, часто називають "мультивсесвітом". Хоча ці шість термінів, як правило, є синонімами і можуть використовуватися як взаємозамінні в більшості випадків, іноді існує додаткова конотація, пов'язана з терміном «альтернативний всесвіт/реальність», яка означає, що така реальність є варіантом нашого світу. В такому разі термін дещо збігається "альтернативною історією".
Художня література давно запозичила ідею «іншого світу» з міфів, легенд і релігії. Рай, Пекло, Олімп і Вальгалла — це «альтернативні всесвіти», що відрізняються від звичної матеріальної сфери. Платон глибоко розмірковував про паралельні реальності, що призвело до платонізму, в якому вища реальність є досконалою, тоді як нижня земна реальність є недосконалою тінню небесної.
Це поняття також зустрічається в стародавній індуїстській міфології, в таких текстах, як Пурани, які виражають нескінченну кількість всесвітів, кожен зі своїми богами. Подібно в перській літературі «Пригоди Булукії», оповідання з «Тисячі й однієї ночі», описує, як головний герой Булукія вивчає альтернативні світи/всесвіти, які схожі на його власний, але все ж відрізняються від нього.
Одним із перших прикладів паралельних світів у науковій фантастиці є оповідання Мюррея Лейнстера "Бічно в часі", опубліковане в 1934 році, в якому частини альтернативних всесвітів замінюють відповідні географічні регіони цього всесвіту. "Бічно в часі" порівнює час з географічною системою координат, причому подорож уздовж широти відповідає подорожі в часі, що рухається через минуле, сьогодення та майбутнє, а подорож уздовж довготи відповідає подорожі, перпендикулярній до часу та інших реалій, звідки й назва оповідання. Таким чином, ще один загальний термін для паралельного всесвіту — «інший вимір», що випливає з ідеї, що якщо 4-й вимір — це час, то 5-й вимір — напрямок під прямим кутом до четвертого — є альтернативною реальністю.
У сучасній літературі паралельні всесвіти можуть слугувати двом основним цілям: дозволити історії з елементами, які зазвичай порушують закони природи; і слугує відправною точкою для фантастики, запитуючи себе: «А що, якби [подія] обернулася інакше?». Приклади першого включають «Дискосвіт» Террі Пратчетта та «Хроніки Нарнії» Клайва Стейплза Льюїса, а приклади другого включають серію «Світова війна» Гаррі Тертледова.
Паралельний всесвіт — або, точніше, постійна взаємодія між паралельним всесвітом і нашим власним — може слугувати центральною точкою сюжету, або його можна просто згадати та швидко відкинути, оскільки він виконав свою мету — створити сферу, не обмежену реалізмом. Вищезгаданий «Дискосвіт», наприклад, лише дуже рідко згадує наш світ або будь-які інші світи, оскільки Пратчетт помістив книги в паралельний всесвіт замість «нашої» реальності, щоб дозволити магію на Диску. «Хроніки Нарнії» також меншою мірою використовують ідею паралельних всесвітів; це згадується, але лише коротко згадується у вступі та кінцівці, його головна мета — перевести головного героя з «нашої» реальності до місця дії книжок.

## Наукова фантастика
Попри те, що ідея іншого «виміру» є технічно некоректною та сприймається зневажливо шанувальниками та авторами наукової фантастики, ідея іншого «виміру» стала синонімом терміну «паралельний всесвіт». Використання особливо поширене у фільмах, телебаченні та коміксах і набагато рідше в сучасній прозі наукової фантастики. Ідея паралельного світу була популяризована в коміксах з публікацією "Флеш" № 123 і "Флеш двох світів" у 1961 році.

У письменній науковій фантастиці «новий вимір» частіше — і точніше — відноситься до додаткових координатних осей, окрім трьох просторових осей, з якими ми знайомі. Пропонуючи подорож уздовж цих додаткових осей, які зазвичай не помітні, мандрівник може досягти світів, які інакше недоступні та невидимі.

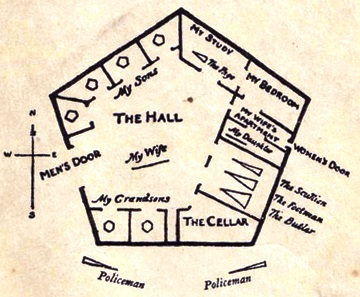
Дія фільму Едвіна Еббота "Флетландія" розгортається у двовимірному світі.

У 1884 році Едвін Ебботт написав основоположний роман, досліджуючи цю концепцію, під назвою «Флетландія: роман багатьох вимірів». Він описує двовимірний світ, населений живими квадратами, трикутниками та колами, який називається Флетландія, а також Пойнтландія (0 вимірів), Лінландія (1 вимір) і Триландія (три виміри) і, нарешті, передбачає можливості ще більших вимірів. Айзек Азімов у своїй передмові до видання "Signet Classics" 1984 року описав "Флетландію" як «найкращий вступ, який можна знайти задля сприйняття вимірів».
У 1895 році Герберт Веллс у своїй «Машині часу» використовував час як додатковий «вимір» у цьому сенсі, беручи чотиривимірну модель класичної фізики та трактуючи час як просторовий вимір, у якому люди можуть подорожувати за допомогою відповідного обладнання. Веллс також використовував концепцію паралельних всесвітів як наслідок часу як четвертого виміру в таких історіях, як «Чудовий візит» і «Люди як боги», — ідею, запропонована астрономом Саймоном Ньюком, який говорив і про час, і про паралельні всесвіти; «Додайте до простору четвертий вимір, і з'явиться місце для невизначеної кількості всесвітів, розташованих поруч один з одним, так само, як є для невизначеної кількості аркушів паперу, коли ми складаємо їх один на одного».
Є багато прикладів, коли автори явно створювали додаткові просторові виміри для своїх героїв, у яких вони могли подорожувати, щоб досягти паралельних всесвітів. У «Докторі Хто» Доктор випадково потрапляє в паралельний всесвіт, намагаючись відремонтувати консоль TARDIS в епізоді «Інферно». Дуглас Адамс в останній книзі серії «Путівник Галактикою» «Загалом безпечна» використовує ідею ймовірності як додаткової осі на додаток до класичних чотирьох вимірів простору та часу, подібно до багатосвітової інтерпретації квантової фізики, хоча згідно з романом вони були більше моделлю для фіксації безперервності простору, часу та ймовірності. Роберт Гайнлайн у романі «Число звіра» презентував шестивимірний Всесвіт. На додаток до трьох просторових вимірів він застосував симетрію, щоб додати два нових часових виміри, тож було б два набори з трьох. Подібно до четвертого виміру «Мандрівника в часі» Герберта Веллса, в ці додаткові виміри можуть подорожувати люди, які використовують відповідне обладнання.

### Гіперпростір
Мабуть, найпоширенішим використанням концепції паралельного всесвіту в науковій фантастиці є концепція гіперпростору. Використовуване в науковій фантастиці поняття «гіперпростір» часто стосується паралельного всесвіту, який можна використовувати як швидкісний шлях для міжзоряних подорожей. Обґрунтування цієї форми гіперпростору відрізняються від роботи до роботи, але два загальні елементи:
1. Увійти до гіперпростору та вийти з нього можна порівняно просто.
2. Існує причина входити в гіперпростір і виходити з нього, а не подорожувати звичайним способом (у більшості випадків політ крізь «гіперпростір» вважається швидшою формою подорожі).

Іноді «гіперпростір» використовується для позначення додаткових координатних осей. У цій моделі вважається, що Всесвіт «зім'ятий» у якомусь вищому просторовому вимірі, і що подорожуючи у цьому вищому просторовому вимірі, корабель може переміщатися на великі відстані у звичайних просторових вимірах. За аналогією можна зім'яти газету в кульку і простромити голку прямо: голка зробить великі отвори в двовимірній поверхні паперу. Хоча ця ідея викликає «новий вимір», вона не є прикладом паралельного всесвіту. Це більш правдоподібне з наукової точки зору використання гіперпростору (див. червоточина).
Хоча використання гіперпростору є звичайним, воно здебільшого використовується як сюжетний засіб і, отже, має другорядне значення. Попри те, що ця концепція може мати на увазі паралельний всесвіт, його природа нечасто досліджується. Отже, хоча історії про гіперпростір можуть бути найпоширенішим використанням концепції паралельного всесвіту в художній літературі, це не найпоширеніше джерело фантастики про паралельні всесвіти.

### Час в дорозі

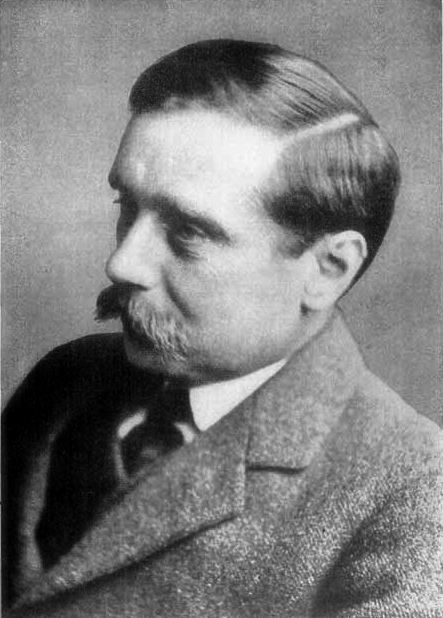
Роман британського письменника Герберта Веллса «Машина часу» 1895 року, ранній приклад подорожей у часі в сучасній художній літературі

Подорож у часі може призвести до появи кількох всесвітів, якщо мандрівник у часі може змінити минуле. За одним тлумаченням, альтернативні історії як результат подорожі в часі не є паралельними всесвітами: хоча кілька паралельних всесвітів можуть співіснувати одночасно, лише одна історія або альтернативна історія може існувати в будь-який момент, оскільки альтернативна історія зазвичай передбачає, по суті, перевизначення оригінальної лінії часу з новими подіями. Як наслідок, подорожі між альтернативними історіями неможливі без повернення лінії часу до оригіналу.
Існують винятки з наведеного вище, і альтернативна історія не обов'язково перезаписує стару. Сучасні ідеї подорожей у часі відповідають ідеї розгалужених часових ліній, як-от перезапуск «Зоряного шляху» 2009 року та «Месники: Завершення». Технічно, якщо на лінії часу явно не вказано, що вона була стерта, вона все ще існує.
Паралельні всесвіти в результаті подорожі в часі можуть слугувати просто фоном, а можуть бути центральною точкою сюжету. «Зброя Півдня» Гаррі Тертледова, де армія Конфедерації отримує тисячі автоматів AK-47 і зрештою виграє громадянську війну в США, є гарним прикладом першого, тоді як роман Фріца Лейбера «Безмежний час», де війна між двома альтернативними майбутніми, які маніпулюють історією, призводить до або реалізує їхній власний світ, є гарним прикладом останнього.

### Кілька світів і подорожі в часі
Приєднуючись до багатосвітової інтерпретації квантової фізики, альтернативні історії в художній літературі можуть виникнути як природне явище всесвіту. У цих роботах ідея полягає в тому, що кожен вибір, який робить кожна людина, призводить до різного результату, і  обидва відбуваються в паралельних світах. Тому, коли людина вибирає між джемом або маслом на своєму тості, створюється два всесвіти: один, де ця людина вибрала джем, і інший, де ця особа вибрала масло. Концепція «бокової» подорожі в часі, термін, узятий із «Бічної подорожі в часі» Мюррея Лейнстера, використовується, щоб дозволити персонажам проходити через багато різних альтернативних історій, усі з яких походять із якоїсь спільної точки розгалуження.
Часто світи, які більш схожі один на одного, вважаються ближчими один до одного з точки зору цієї бічної подорожі. Наприклад, всесвіт, де Друга світова війна закінчилася інакше, був би «ближчим» до нас, ніж той, де імперський Китай колонізував Новий Світ у XV столітті. Г. Бім Пайпер використав цю концепцію, назвавши її «парачас» і написав серію історій про парачасову поліцію, яка регулювала подорожі між цими альтернативними реальностями, а також технологію для цього. Кіт Ломер використав ту саму концепцію «бокової» подорожі в часі у своєму романі «Світи Імперії» 1962 року. Такі романи, як «Пришестя квантових кішок» Фредерика Пола та «Анатем» Ніла Стівенсона, досліджують інтерпретацію «багатьох світів» у людському масштабі, постулюючи, що історичні події чи людська свідомість породжують альтернативні всесвіти чи дозволяють «мандрувати» серед них.
«Типи» всесвіту, які часто досліджуються в працях з боковою та альтернативною історією, включають світи, у яких нацисти виграли Другу світову війну, як-от у «Людині у високому замку» Філіпа Діка, СС-ВБ Лена Дейтона та «Фатерланді» Роберта Гарріса та світи, чия Римська імперія ніколи не падала, як-от "Roma Eterna" Роберта Сілверберга, "Романітас" Софії Макдуґал і "Воєначальники Утопії" Ленса Паркіна.

### Подібні поняття

#### Антиземля

Концепція Антиземлі

Концепція Антиземлі чи Протиземлі може здатися схожою на паралельний всесвіт, але насправді це окрема ідея. Антиземля — це планета, яка розділяє орбіту Землі, але міститься на протилежній стороні від Сонця, тому її не можна побачити з Землі. Немає необхідності, щоб така планета була схожа на Землю, хоча зазвичай у художній літературі вона практично ідентична Землі. Оскільки Антиземля розташована не лише в нашому всесвіті, але й у нашій Сонячній системі, досягти її можна за допомогою звичайної космічної подорожі.

#### Конвергентна еволюція та паралельна еволюція
Конвергентна еволюція — біологічна концепція, за якою неспоріднені види набувають подібних рис, оскільки вони адаптувалися до подібного середовища та/або відігравали подібні ролі у своїх екосистемах. У художній літературі концепція розширена, згідно з якою подібні планети призведуть до рас зі схожою культурою та/або історією. Знову ж таки, це не справжній паралельний всесвіт, оскільки такі планети існують у тому ж всесвіті, що й наша, але історії в деяких аспектах схожі. «Зоряний шлях» часто досліджував такі світи в епізодах, зокрема «Хліб і видовища», « Слава Омеги» та «Мірі».
Епізод 2017 року британської науково-фантастичної телевізійної програми «Доктор Хто» «Доктор Фолз» пояснює різне походження кіберлюдей як паралельну еволюцію через неминучість людей і людиноподібних видів, які намагаються оновити себе за допомогою технологій; ця перспектива усуває розбіжності в безперервності в історії Кіберлюдей.
Конвергентна еволюція також може бути наслідком забруднення. У цьому випадку планета може спочатку відрізнятися від Землі, але через вплив земної культури планета певним чином нагадує Землю. Зоряний шлях також часто використовував цю теорію, наприклад, у «Візерунки сили» та «Частина дії».

#### Імітована реальність
Симульовані реальності — це цифрові конструкції, представлені в такій науковій фантастиці, як «Матриця» чи «Тринадцятий поверх», які можуть дуже схожі на наші.

## Фантастика

### Перенесення сучасних персонажів у фантастичний всесвіт

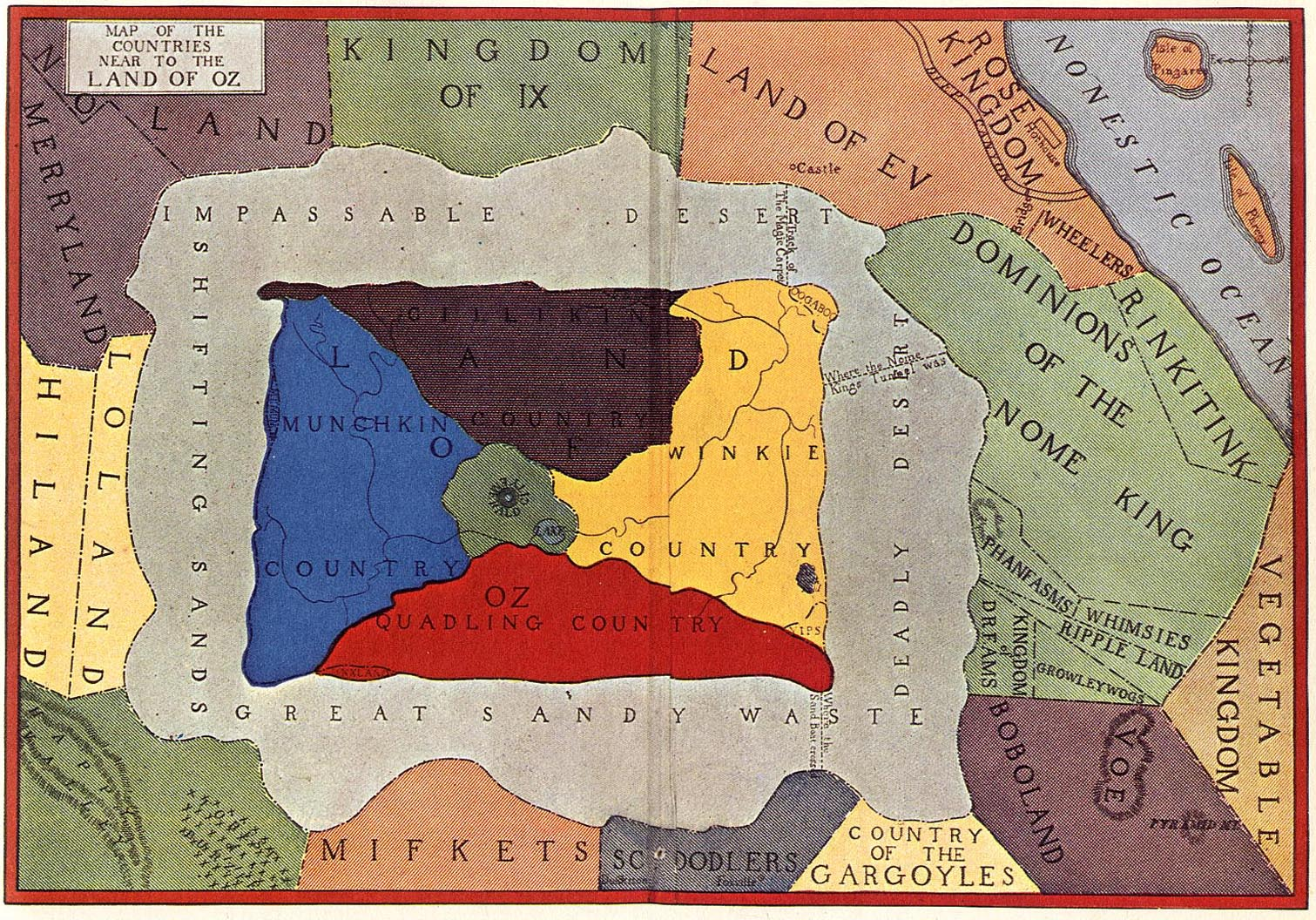
Оз та його околиці

У фентезі часто автори знаходять способи перевести головного героя з «нашого» світу у світ фентезі. До середини ХХ століття це найчастіше робилося шляхом приховування фантастичних світів у невідомих, віддалених місцях на Землі; селяни, які рідко, якщо взагалі виїжджали далеко від своїх сіл, не могли остаточно сказати, що огр чи інші фантастичні істоти могли жити за годину їзди. Персонажі у світі автора могли сісти на корабель і опинитися на фантастичному острові, як це робить Джонатан Свіфт у «Мандрах Гуллівера» чи в романі «Срібний замок» 1949 року Джона Майерса Майерса, або бути затягнутими торнадо й приземлитися в країні Оз. Ці історії «загубленого світу» можна розглядати як географічний еквівалент «паралельного всесвіту», оскільки зображені світи відокремлені від нашого власного та приховані для всіх, крім тих, хто вирушає туди у важку подорож. Географічний «загублений світ» може розпливатися в більш явний «паралельний всесвіт», коли фантастична сфера перекриває частину «реального» світу, але набагато більша всередині, ніж зовні, як у романі Роберта Голдстока «Ліс Міфаго».
Однак розширення географічних знань означало, що такі місця повинні бути все далі й далі. Можливо, під впливом ідей наукової фантастики багато творів обрали місце дії, що відбувається в іншій, окремій реальності. Оскільки тепер неможливо дістатися до цих світів за допомогою звичайних подорожей, загальним тропом є портал або артефакт, який з'єднує наш світ і фантастичний світ разом, прикладом є гардероб у К. С. Льюїса «Лев, Біла Відьма та шафа» або сигіл у романі Джеймса Бренча Кебелла «Вершки жарту».
У деяких випадках фізична подорож навіть неможлива, і персонаж у нашій реальності подорожує уві сні чи в іншому зміненому стані свідомості. Приклади включають оповідання «Цикл снів» Говарда Лавкрафта або оповідання про Томаса Ковенанта Стівена Р. Дональдсона. Часто оповідання такого типу мають як головну тему природу самої реальності, ставлячи під сумнів, чи світ снів такий же реальний, як світ наяву. Наукова фантастика часто використовує цю тему в ідеях кіберпростору та віртуальної реальності.

### Між світами

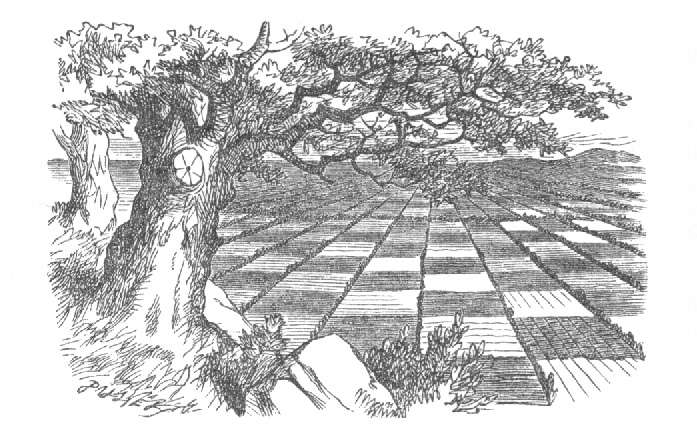
Задзеркалля — паралельний всесвіт, який знайшла Аліса

У деяких випадках взаємодія між світами є важливим елементом, тому фокус зосереджується не просто на фантастичному світі, а й на нашому. Іноді мета полягає в тому, щоб дозволити їм змішатися і подивитися, що станеться, наприклад, ввести комп'ютерного програміста у фантастичний світ, як це видно в серії «Чарівництво» Ріка Кука, тоді як іноді спроба утримати їх від змішування стає головною точкою сюжету, наприклад, у «Док Сідхе» Аарона Олстона. У цій історії наш «похмурий світ» порівнюється з «справедливим світом», де живуть ельфи, а історія перегукується з нашою, де більша частина сюжету стосується запобігання змінам у взаємодії між світами.

### Фантастичні мультивсесвіти
Ідея мультивсесвіту є такою ж плідною темою для фентезі, як і для наукової фантастики, що дозволяє використовувати епічні сюжети та надлюдських героїв. Одним із прикладів епічного та масштабного фентезійного «мультивсесвіту» є приклад Майкла Муркока, який фактично назвав цю концепцію в науково-фантастичному романі 1963 року «Розлучені світи». Як і багато авторів після нього, Муркок був натхненний багатьма світами інтерпретації квантової механіки, кажучи: «Це була ідея, яка витала в повітрі, як і більшість із них, і я б зустрів посилання на неї в „New Scientist“ (один з моїх найкращих друзів тоді був редактор) … [або] друзі-фізики говорили б про це… Іноді трапляється так, що ви уявляєте ці речі в контексті художньої літератури, тоді як фізики та математики уявляють їх у термінах науки. Я підозрюю, що це романтична уява працює, як це часто буває, абсолютно ефективно як у мистецтві, так і в науці».
На відміну від багатьох науково-фантастичних інтерпретацій, історії «Вічного Чемпіона» Муркока виходять далеко за межі альтернативної історії, охоплюючи міфи, мечі та чари, а також світи, більш схожі або такі самі, як наш власний.
Термін «полікосмос» був створений як альтернатива «мультивсесвіту» автором і редактором Полом Ле Пейджем Барнеттом (також відомим під псевдонімом Джон Ґрант) і побудований із грецьких, а не латинських морфем. Він використовується Барнеттом для опису концепції, яка об'єднує низку його творів, її природа означає, що «всі персонажі, реальні чи вигадані […] повинні співіснувати у всіх можливих реальних, створених чи мрійних світах; [. ..] вони відіграють дуже різні ролі у своїх різноманітних проявах, і відносини між ними можуть кардинально змінюватися, але суть їх залишається незмінною».

### Вигаданий всесвіт як альтернативний всесвіт

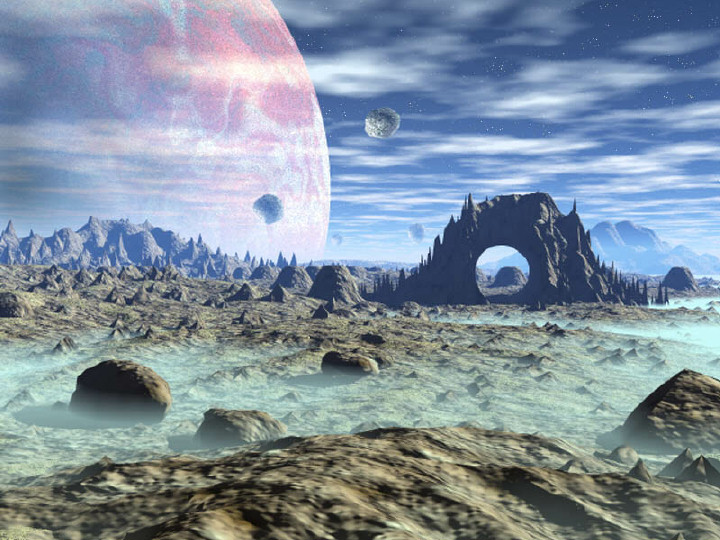

Є багато прикладів мета-вигаданої ідеї про те, що створений автором всесвіт (або всесвіт будь-якого автора) піднімається на той самий рівень «реальності», що й всесвіт, з яким ми знайомі. Ця тема присутня в таких різноманітних творах, як "Люди як боги " Герберта Веллса, «Срібний замок» Майєрса та "Число звіра " Гайнлайна. Флетчер Пратт і Лайон Спраг де Камп провели героя серії Гарольда Ши світами скандинавського міфу, «Королева фей» Едмунда Спенсера, «Несамовитий Роланд» Лудовіко Аріосто та «Калевали» — так і не з'ясувавши, чи письменники створювали ці паралельні світи, пишучи ці твори, або отримували враження від світів і записували їх. В інтерлюдії в «Кабула-хан» персонаж стверджує, що всесвіт небезпечний, оскільки вірш залишився незакінченим, але чи було це його помилковим розумінням чи ні, не встановлено.
Деякі вигадані підходи остаточно встановлюють незалежність паралельного світу, іноді через те, що світ відрізняється від опису книги; в інших підходах твори художньої літератури створюють і впливають на паралельний світ: «Соломоновий камінь» Лайона Спраг де Кампа, дія якого відбувається на астральному рівні, населена мріями світських людей, а в «Ексцентричних колах» Ребекки Лікісс ельф вдячний Толкієну за перетворення ельфів із вишуканих маленьких істот в струнку високу расу. Ці оповідання часто ставлять автора або авторів загалом у те саме становище, що й персонажі Желязни в «Бурштині». Ставлячи під сумнів, у буквальному сенсі, чи є письмо актом створення нового світу чи актом відкриття світу, що існував раніше.
Часом цей підхід стає самореференційним, розглядаючи літературний універсум самого твору як явно паралельний до всесвіту, де твір було створено. Семитомна серія «Темна вежа» Стівена Кінга базується на існуванні кількох паралельних світів, багато з яких є власними літературними творами Кінга. Зрештою герої усвідомлюють, що вони «реальні» лише в літературному всесвіті Кінга (це можна розглядати як приклад руйнування четвертої стіни), і навіть двічі подорожують у світ, у якому (знову ж таки, у романі) вони познайомтеся зі Стівеном Кінгом і змініть події в реальному світі Стівена Кінга поза книгами. Раннім прикладом цього були роботи Гарднера Фокса для DC Comics у 1960-х роках, у яких персонажі із Золотого віку (який мав бути серією коміксів у всесвіті DC Comics) переходили в головний всесвіт коміксу DC Comics. Один комікс справді надав пояснення вигаданого всесвіту, що існує як паралельний всесвіт. Паралельний світ «існує» і резонує з «реальним світом». Деякі люди в «реальному світі» вловлюють цей резонанс, отримуючи інформацію про паралельний світ, який потім використовують для написання історій.
Роберт Гайнлайн у романі «Число звіра» квантує численні паралельні вигадані всесвіти — у термінах вигадок. Ряд вигаданих всесвітів доступні вздовж однієї з трьох осей часу, до яких має доступ «крутитель часу» доктор Джейкоб Берроуз. Кожна зміна квантового рівня — вигадка — уздовж цієї часової осі відповідає різному всесвіту з одного з кількох тіл вигадки, відомих усім чотирьом мандрівникам у міжуніверсальному транспортному засобі, що подорожує в часі «Гей-брехло». Гайнлайн також «ламає четверту стіну», дозволяючи «обом Гайнлайнам» (Роберту і його дружині Вірджинія) відвідати міжуніверсальний з'їзд наукової фантастики та фентезі в останньому розділі книги. З'їзд був скликаний у маєтку героя Гайнлайна Лазаруса Лонга на планеті «Терцій», щоб залучити злих «Чорних капелюхів», які переслідували головних героїв «Числа звіра» крізь простір і час, щоб знищити доктора Берроуза та його винахід. Гайнлайн продовжує цю літературну зарозумілість у романі «Кіт, що проходив крізь стіни» та «Відплисти на захід сонця», використовуючи персонажів із усієї своєї науково-фантастичної кар'єри, взятих із власних «вигадок», щоб об'єднатися у війні проти «чорних капелюхів».
Гайнлайн також написав окремий роман «Йов, або комедія справедливості», двоє героїв якого потрапляють з альтернативного в інший всесвіт (часто оголеними), і після низки таких пригод гинуть і потрапляють у стереотипне фундаменталістське християнське небо (з багатьма її внутрішніми суперечностями, що досліджуються в романі). Тоді виявилося, що їхні жахливі пригоди всесвітами були «випробуванням на знищення» їхніх душ Локі, схваленим Творцем, християнським Богом (Ягве). Диявол постає як найбільш співчутливий з богів в історії, який висловлює презирство до безцеремонного ставлення інших богів до головних героїв історії.
Таким чином, «Йов: Комедія справедливості» звучить у теологічному вимірі (якщо тільки з метою сатири на євангельське християнство) паралельних всесвітів, що їхнє існування може бути використане Богом (чи низкою богів, Локі, здається, зробив себе доступним, виконуючи в цьому романі брудну роботу Ягве). У ньому також вдається мати вигаданий ракурс мультивсесвіту, оскільки зроблені посилання на ранню нову в жанрі фантастики/фентезі «Вони» Гайнлайна, соліпсистичну історію, у якій реальність постійно трансмогрується за лаштунками, щоб збити центрального героя зненацька й утримати його від бачення реальності такою, якою вона є, дія якої відбувалася в тому ж вигаданому всесвіті Гайнлайна, що й «Місяць — суворий господар».

### Ельфландія

Світобудова згідно германо-скандинавської міфології

Ельфландія, або Фея, потойбічний дім не тільки ельфів і фей, але й гоблінів, тролів та інших фольклорних істот, має неоднозначний вигляд у фольклорі.
З одного боку, земля часто здається суміжною зі «звичайною» землею. Коли Томаса Раймера забере Королева Фей, він може потрапити на дорогу, схожу на ту, що веде до раю чи пекла.
Це не винятково для англійського чи французького фольклору. У скандинавській міфології Ельфланд (Альвгейм) також називався нинішньою шведською провінцією Богуслен. У сагах сказано, що люди цього маленького королівства були прекраснішими за інших людей, оскільки вони були пов'язані з ельфами, показуючи, що не лише територія була пов'язана з ельфами, але й раса її людей.
Хоча іноді фольклор нібито показує вторгнення фей у людські землі — «Там Лін» не показує жодних потойбічних аспектів землі, в якій відбувається протистояння — в інших випадках потойбічні аспекти очевидні. Найчастіше для тих, хто потрапив у пастку танцю фей, час може текти інакше, ніж у країнах, звідки вони походять; хоча, як додаткове ускладнення, це може бути лише видимістю, оскільки багато хто, повернувшись із Феї, наприклад Ойсін, виявили, що час «наздоганяє» їх, як тільки вони мають контакт із звичайними землями.
Письменники-фантастики взялися за двозначність. Деякі автори зображують країну ельфів як повномасштабний паралельний всесвіт із єдиним входом через портали, як у серії «Принц Сідге» Джозефи Шерман або «Захист ельфів» Естер Фрізнер, а інші зображують її як наступну землю над, можливо, важкодоступним з магічних причин — «Луд-в-тумані» Гоуп Міррліс або «Дочка короля Ельфляндії» лорда Дансені. У деяких випадках межа між Ельфландією та більш звичайними землями не є фіксованою. Не лише мешканці, але й сама Фея може вливатися в більш приземлені регіони. Серія «Дискосвіт» Террі Пратчетта припускає, що світ ельфів — це «паразитний» всесвіт, який дрейфує між іншими, такими як «Дискосвіт» і наш власний світ (у романах його називають «Круглим світом») і зачіпляється за них. У підлітковій книзі Кетрін Джеймс «Туман» ельфійський світ лежить крізь клаптик туману в лісі. Він був побудований, коли ельфів вигнали з нашого світу. Обізнані люди можуть подорожувати туди й назад, але це може мати летальні наслідки.

### Ісекай
Ісекай — піджанр японських фентезійних легких романів, манги, аніме та відеоігор, які розповідають про звичайну людину, яка потрапляє до паралельного всесвіту або потрапляє в пастку в ньому. Часто цей всесвіт уже існує у світі головного героя як вигаданий всесвіт, але він також може бути невідомим для нього.

## Фільми
Найвідомішим трактуванням концепції альтернативного всесвіту у фільмі можна вважати фільм «Чарівник країни Оз», який зображує паралельний світ, що відокремлює магічне царство Країни Оз від буденного світу завдяки зйомкам у технікольорових тонах під час зйомок сцен у фільтрі сепії, що відбуваються в Канзасі. Часом альтернативні всесвіти з'являлися в невеликих незалежних постановках, як-от у фільмі Кевіна Браунлоу та Ендрю Молло «Це сталося тут» (1964), де зображено альтернативне Сполучене Королівство, яке пройшло операцію «Морський лев» у 1940 році та було розгромлене та окуповане нацистською Німеччиною. Він зосереджувався на моральних питаннях, пов'язаних з професійною етикою Полін, медсестри, яка була змушена співпрацювати з нацистами.
Ще одне поширене використання теми як в'язниця для лиходіїв або демонів. Ця ідея використовується в перших двох фільмах про Супермена з Крістофером Рівом у головній ролі, де криптонських лиходіїв засудили до Фантомної зони, звідки вони зрештою втекли. Майже точно паралельне використання цієї ідеї представлено у фільмі «Пригоди Бакару Банзая у 8-му вимірі», де «8-й вимір» по суті є «фантомною зоною», яка використовується для ув'язнення лиходійних червоних лектроїдів. Використання у фільмах жахів включає фільм 1986 року «З іншого виміру» (заснований на однойменній історії Говарда Лавкрафта), де науковий експеримент спонукає експериментаторів сприймати інопланетян з паралельного всесвіту з поганими результатами. Фільм Джона Карпентера 1987 року «Принц темряви» базується на передумові, що сутність істоти, описаної як Сатана, захопленої в скляну каністру та знайденої в покинутій церкві в Лос-Анджелесі, насправді є інопланетною істотою, яка є «сином» чогось ще більш злісного і могутнього, що потрапило в інший всесвіт. Головні герої випадково звільняють істоту, яка потім намагається звільнити свого «батька», простягнувши руку через дзеркало. Фільм «Крізь обрій» 1997 року режисера Пола В. С. Андерсона розповідає про екіпаж однойменного космічного корабля, який випадково потрапив до іншого виміру (імовірно пекла), що збожеволів і вбив один одного.
Деякі фільми представляють паралельні реальності, які насправді є різними контрастними версіями самого наративу. Зазвичай цей мотив подається як різні точки зору, що обертаються навколо центральної (але іноді непізнаваної) «істини», основним прикладом якої є «Рашьомон» Акіри Куросави. І навпаки, часто у фільмах нуар і кримінальних драмах альтернативний наратив — це вигадка, створена центральним персонажем, навмисно — як у «Звичайних підозрюваних» — або ненавмисно — як у «Серці ангела». Рідше альтернативним наративам надається однакова вага в історії, що робить їх справді альтернативними всесвітами, наприклад, у німецькому фільмі «Біжи, Лола, біжи», короткочасному мюзиклі «Наш дім» у Вест-Енді та британському фільмі «Обережно, двері зачиняються».
Останні фільми, які явно досліджують паралельні всесвіти, це: фільм 2000 року «Сім'янин», культовий фільм 2001 року «Донні Дарко», у якому йдеться про те, що він називає «дотичним всесвітом», який виривається з нашого власного всесвіту; У «Супербрати Маріо» (1993) однойменні герої переходять у паралельний всесвіт, де правлять гуманоїди, які еволюціонували від динозаврів; «Протистояння» (2001) з Джетом Лі в головній ролі, в якому існує складна система реальностей, у якій персонаж Джета Лі є поліцейським в одному всесвіті та серійним убивцею в іншому, який подорожує в інші всесвіти, щоб знищити версії самого себе, так що він може забрати їх енергію; та «FAQ: Frequently Asked Questions» (2004), головний герой тікає від тоталітарного кошмару та потрапляє в альтернативну реальність кібер-загробного життя. Дія нинішніх фільмів «Зоряний шлях» розгортається в альтернативному всесвіті, створеному лиходієм першого фільму, який подорожує назад у часі, таким чином дозволяючи перезавантажити франшизу, не впливаючи на безперервність будь-якого іншого фільму чи шоу «Зоряний шлях». Науково-фантастичний трилер 2011 року «Початковий код» використовує концепції квантової реальності та паралельних всесвітів. Персонажі «Парадоксу Кловерфілда», третьої частини франшизи, випадково створюють брижі в просторово-часовому континуумі та подорожують до альтернативного всесвіту, де відбулися клевер і події в першому фільмі. Ця концепція також була пасивно зображена у вигляді романтичної пари в індійському тамільському фільмі Ірандама Улагама. У фільмі 2000 року «Пляж» персонаж Леонардо Ді Капріо Річард сидить на пляжі з коханою Франсуїс (Віржинія Ледоєн) описує утопію, яку вони знайшли в Таїланді як свій власний паралельний всесвіт.
Після представлення у фільмі «Доктор Стрендж» мультивсесвіт став центральним у серії фільмів про супергероїв «Сага про мультивсесвіт» у кіновсесвіті Marvel, зображений у фільмах «Месники: Завершення», «Шан-Чі та Легенда Десяти Кілець», «Людина-павук: Додому шляху нема», «Доктор Стрендж у мультивсесвіті божевілля» та «Людина-мураха та Оса: Квантоманія». Ця серія всесвітів перекриває або охоплює всесвіти, зображені у всесвіті Людини-павука від Sony та анімаційній франшизі Лидини-павука у кіно. Фільм розширеного всесвіту DC «Флеш» також досліджує цю концепцію.

## Телебачення
Ідея паралельних всесвітів була розглянута в ряді телевізійних серіалів, як правило, як окрема історія чи епізод у більш загальній науково-фантастичній чи фентезійній сюжетній лінії.
- Телесеріал 1990-х Вир світів розповідає про групу шукачів пригод, які відвідують різні паралельні всесвіти, намагаючись знайти свій "рідний" всесвіт. У 1-му сезоні йдеться про всесвіт, де світ застряг у льодовиковому періоді, і ніде немає життя. Інший епізод - "Чесний Ейб" ніколи не стане президентом, в якому Сполучені Штати програють Першу та Другу світові війни, ними керує сенатор, а технології перебувають на найнижчому рівні.
- Одним з перших телевізійних сюжетів, в якому фігурував паралельний час (за межами Сутінкової зони), був сюжет 1970 року в мильній опері "Похмурі тіні". Вампір Барнабас Коллінз знайшов кімнату в Коллінвуді, яка слугувала порталом у паралельний час, і увійшов до неї, намагаючись втекти від своїх поточних проблем. Через рік шоу знову перенеслося в паралельний час, цього разу в 1841 рік.
- Добре відомим і часто наслідуваним прикладом є оригінальний епізод Зоряного шляху 1967 року під назвою "Дзеркало, дзеркало". Епізод представив альтернативну версію всесвіту "Зоряного шляху", де головні герої були варварськими і жорстокими до того, що були злими близнюками. Коли пародіюють концепцію паралельного всесвіту, часто посилаються на цей епізод. У більш ранньому епізоді серіалу "Трек" вперше натякнули на можливість існування різних площин реальності (і їхніх мешканців), назвавши його "Альтернативний фактор". Божевільний вчений з "нашого" всесвіту на ім'я Лазар Б. полює на нормального Лазаря А., мешканця континууму, що складається з антиматерії. Його двійник, перебуваючи в стані параної, стверджує, що двійник загрожує його існуванню та існуванню всього космосу. За допомогою капітана Кірка А замикає Б разом із собою в "анти"-всесвіті на вічність, таким чином відновлюючи баланс в обох матеріально-орієнтованих світах. Схожий сюжет був використаний в епізоді "Операція "Діти по сусідству" серіалу "Кодове ім'я: Діти по сусідству": P.O.O.L..
- Дзеркальний всесвіт Зоряного шляху отримав подальший розвиток у наступних серіях франшизи. У кількох епізодах Зоряний шлях: Глибокий космос 9 досліджується подальша еволюція дзеркального всесвіту. Двосерійний епізод Зоряний шлях: Ентерпрайз під назвою "У дзеркалі темряви" слугує приквелом, представляючи ранній розвиток Дзеркального всесвіту.
- У 1970-х роках британський молодіжний науково-фантастичний серіал "Люди майбутнього" у епізоді другого сезону "Розлом у часі" (березень-квітень 1974 року) протиставив трьох головних героїв-телепатів та їхніх союзників мандрівникам у часі з альтернативної історії, де Римська імперія розробила паровий двигун у І столітті нашої ери, мала технологічну перевагу, не розпалася у п'ятому столітті і зазнала прискореного технологічного розвитку. Римський штандарт з орлом був встановлений на Місяці в п'ятому столітті, а в альтернативному двадцятому столітті вона освоїла міжзоряні подорожі, мала галактичну імперію і подорожувала в часі. Отже, Люди Майбутнього повинні були виправити цю аберантну часову лінію, демонтувавши та вимкнувши аномальний паровий двигун.
- У кількох серіях "Червоного карлика" використовується концепція паралельних світів. У "Паралельному всесвіті" команда зустрічає альтернативні версії себе: аналоги Лістера, Ріммера та Голлі - жінки, а альтернатива Кота - собака. "Стрибок між вимірами" представляє героїчного альтернативного Ріммера, версія якого знову з'являється в "Підстрижи мені ножиці". Наступний епізод, "Уроборос", контактує з часовою лінією, в якій Кочанський, а не Лістер, був єдиним, хто вижив після оригінальної катастрофи; цей альтернативний Кочанський потім приєднується до екіпажу в решті епізодів.
- В епізоді "Бажання" серіалу Баффі - винищувачка вампірів Корделія Чейз ненавмисно створює альтернативну реальність, в якій Баффі ніколи не переїжджала з Лос-Анджелеса до Саннідейла, дозволяючи вампірам відкрито домінувати в місті і перетворити на вампірів її союзників з основного світу - Ксандера Гарріса і Віллов Розенберг. Пізніше вампірська версія Віллов з того світу випадково потрапляє до основного світу.
- Сюжет четвертого сезону Усі жінки — відьми під назвою "Витік мізків" розповідає про те, як Джерело всього зла викрадає Пайпер Голлівелл і вводить її в глибоку кому, де вона потрапляє в альтернативну реальність, в якій маєток Голлівелл насправді є психіатричною лікарнею. Вона та її сестри служать пацієнтами у цьому всесвіті, а їхні здібності є лише проявом їхнього розуму, вивертом, до якого вдаються, щоб змусити Пайпер добровільно відмовитися від сестринської магії.
- Франшиза Зоряна брама включає багато історій, в яких досліджуються альтернативні часові лінії, альтернативні виміри та альтернативні реальності. До них відносяться епізоди Зоряної брами SG-1 "Там, але з милості Божої", "Точка зору", "Кришталевий череп", "2010", "Мебіус" частини 1 і 2, "Вавилон", "Ефект пульсацій", "Мантія Артура", "Непройдений шлях", "Нескінченність" і фільм "Зоряна брама: Континуум", епізоди Зоряна брама: Атлантида "Перед сном", "Маккей і місіс Міллер", "Остання людина", "Варіації Дедала", "Вегас" і "Ворог біля воріт", а також епізоди Зоряна брама: Всесвіт: "Час", "Долі близнюків", "Спільне сходження" та "Епілог".
- В анімаційному серіалі Футурама був епізод, де персонажі подорожують між "Всесвітом 1" і "Всесвітом А (також відомим як всесвіт Γ)" за допомогою коробок, що містять кожен всесвіт; і один з головних жартів - тривала суперечка між двома наборами персонажів про те, який з них є "злим". У них також був ще один епізод, де вони подорожують до краю всесвіту, а вдалині - ковбойський всесвіт, де всі були одягнені як ковбої. Його випадково вигадав професор Фарнсворт.
- Ідея паралельного всесвіту та концепція дежавю була основною сюжетною лінією фіналу першого сезону серіалу Межа, в якому головну роль зіграв Леонард Німой зі "Стар Треку". У серіалі паралельний всесвіт посідає чільне місце.
- У сезоні Загублених 2010 року, коли герої подорожували в минуле, щоб запобігти катастрофі рейсу 815 авіакомпанії Oceanic, очевидно, створювали паралельну реальність, в якій рейс ніколи не розбився, а не перезавантажували сам час в оригінальній часовій лінії персонажів. Серіал продовжував показувати два "набори" персонажів з різними долями, аж поки у фіналі серіалу не було виявлено, що насправді існує лише одна реальність, створена самими персонажами, щоб допомогти собі залишити фізичний світ і перейти до потойбічного життя після їхніх смертей.
- В аніме та манга-серіалі Dragon Ball Z, у Сазі про андроїдів, Future Trunks повертається в минуле, щоб дати Гоку ліки від серцевої хвороби, і попереджає його про андроїдів, створюючи тим самим часовий розкол паралельних реальностей. Ця подія призводить до появи Селла, який вбиває тих самих Стовбурів майбутнього після того, як повертається з минулого і вбиває андроїдів за допомогою пульта дистанційного керування у своїй власній часовій лінії. Це робиться для того, щоб потрапити в основну часову лінію серіалу, коли андроїди ще живі, щоб він міг їх поглинути. Повертаючись до того ж минулого, в якому відбувається дія серіалу, Стовбури майбутнього дізнаються про існування машини часу, яку викрав Селл в оригінальній майбутній реальності, що змушує його ухвалити рішення залишитися в минулому замість цього. Це створює паралельну реальність для його власної майбутньої часової лінії, де він фізично здатен вбити як андроїдів, так і Келла, коли повернеться після подій "Саги про Келла".
  - У його продовженні, Dragon Ball Super, пізніше з'являються окремі всесвіти, які знаходяться в парах, чиї номери складають загальну кількість всесвіту: 12 у цьому випадку. Раніше існувало 18 всесвітів, але Зенон (верховний правитель мультивсесвіту Dragon Ball) знищив 6 з них у пориві люті. Раніше в Daizenshuu 7 говорилося, що типовий всесвіт Dragon Ball має лише 4 галактики, але Dragon Ball Super ефективно спростовує це, де Віс каже, що всесвіт містить нескінченну кількість галактик.
  - У спін-оффі Super Dragon Ball Heroes представлені альтернативні версії головних героїв, які захищають плин часу в складі "Патруля часу". Зазвичай вони мають прізвисько "Ксено" на додачу до своїх імен (наприклад, Гоку Ксено, Веджета Ксено, Транкс Ксено тощо).
- Аніме Turn A Gundam спробувало об'єднати всі паралельні всесвіти Gundam (інші втілення серіалу, зі схожими темами, але різними історіями та персонажами, що з'явилися в різний час з моменту дебюту концепції в 1970-х роках) метасеріалів в одну єдину реальність.
- Серіал аніме та манги Eureka Seven: AO відбувається у паралельному всесвіті, який відрізняється від попереднього серіалу Eureka Seven. Серіал E7 розпочався у 12005 році, а світ AO, дія якого відбувається у 2025 році, стане домом для сина двох головних героїв.
- Аніме та манга-серіал Katekyo Hitman Reborn! Акіри Амано містить цю ідею у своїй третій основній арці, відомій як "Арка майбутнього".
- В одному з фінальних епізодів аніме Неоновий генезис: Євангеліон показано паралельний світ. Цей паралельний світ є різким контрастом до суворої, темної "реальності" шоу і представляє світ, де всі персонажі насолоджуються набагато щасливішим життям. Цей паралельний світ стане основою для нової манґа-серії Neon Genesis Evangelion: Angelic Days.
- Аніме-серіал Бакуган розповідає про паралельний всесвіт під назвою Вестроя, який є батьківщиною фантастичних істот на ім'я Бакуган. Герой серіалу Ден Кусо разом зі своїми друзями та товаришами по команді повинен врятувати Землю та Вестрою від повного знищення. У другому та третьому сезонах ми бачимо інший всесвіт, де Ден та його команда рятують Землю. Вони потрапляють в інший вимір або всесвіт через прохід. В іншому всесвіті існують інші форми життя та інші види технологій.
- В іншому аніме-серіалі, Digimon, існує паралельний всесвіт під назвою "цифровий світ". Головні герої-діти зустрічають цифрових монстрів, або дигімонів, з цього світу і стають партнерами та друзями. У третій сюжетній арці Digimon Fusion Годинникар (який пізніше виявляється Баграмоном) та його партнер Кварцмон подорожують у просторі-часі, щоб завербувати героїв з попередніх серій, щоб вони допомогли Бійцям Ф'южн перемогти Кварцмона до того, як DigiQuartz поглине всі людські та цифрові світи у мультивсесвіті.
- В аніме-серіалі Umineko no Naku Koro ni раунди битви між Батлером і Беатріс відбуваються в різних вимірах, щоб показати всілякі можливості (на превеликий жах Батлера), а героїня Бернкастель відома своєю здатністю подорожувати в різні світи за допомогою "фрагментів".
- В епізоді Зоряний шлях: Наступне покоління Паралелі лейтенант Ворф подорожував кількома паралельними всесвітами, коли його шатл пройшов крізь часопросторовий розлом.
- В епізоді Теорія виправного хаосу серіалу Спільнота досліджуються шість різних часових ліній і одна "основна", кожна з яких має різний результат залежно від того, хто з членів дослідницької групи вирушає за піцою. Одна з часових ліній, названа "Найтемніша часова лінія", призводить до найбільшої кількості жахливих інцидентів і закінчується тим, що Ебед одягає фетрову борідку, схожу на борідку Спока у фільмі "Дзеркало, дзеркало".
- В аніме-серіалі 2003 року Суцільнометалевий алхімік (Fullmetal Alchemist) існує брама, яку можуть викликати алхіміки і яка діє як джерело всіх знань та енергії; наприкінці серіалу з'ясовується, що ця брама з'єднує світ аніме з реальним світом, дія якого відбувається в перші десятиліття 20-го століття. Виявляється, що ці два світи мали спільну історію, поки їхні історії не розійшлися, очевидно, через успіхи алхімії в одному світі та сучасної фізики в іншому.

### Як поточний підсюжет
Іноді телевізійні серіали використовують паралельні всесвіти як постійний сюжет. «Зоряний шлях: Глибокий космос 9», «Зоряний шлях: Ентерпрайз» і «Зоряний шлях: Дискавері» детально розробляли передумови всесвіту оригінального серіалу «Дзеркало» та розробили сюжетні арки з кількох епізодів на основі передумов. Іншими прикладами є науково-фантастичний серіал Зоряна брама: SG-1, серіал фентезі/жахів «Баффі — винищувачка вампірів», «Надприродне» та романтичний/фентезі «Лоїс і Кларк: Нові пригоди Супермена».
Наслідуючи прецедент, створений у «Зоряному шляху», ці сюжетні арки показують альтернативні всесвіти, які виявилися «гіршими» за «оригінальний» всесвіт: у «Зоряній брамі SG-1» перші дві зустрічалися з паралельними реальностями, де Землю охопив нестримний натиск гоа'улдів; у «Баффі» два епізоди стосуються хронології, у якій Баффі прийшла в Саннідейл надто пізно, щоб перешкодити вампірам взяти контроль; «Лоїс і Кларк» неодноразово відвідують альтернативний всесвіт, де прийомні батьки Кларка Кента, Джонатан і Марта Кент, померли, коли йому було десять років, і Лоїс Лейн також, очевидно, мертва. Зрештою Кларк стає Суперменом за допомогою «оригінальної» Лоїс Лейн, але він одразу виявляється як Кларк Кент, і тому не має власного життя.
На додаток до наслідування прикладу «Зоряного шляху», показ «злих» варіантів основної сюжетної лінії дає сценаристам можливість показати, що поставлено на карту, зображуючи найгірше, що може статися, і наслідки, якщо герої зазнають невдачі, або важливість присутності персонажа.
«Одного разу» часто розповідається про альтернативні царства або всесвіти, в яких можуть зустрічатися всі різні форми магії та немагії, залежно від сфери. За словами Божевільного Капелюшника (Себастьян Стен), вони «доторкаються один до одного в довгій лінії земель, кожна така ж реальна, як і остання». Він назвав тенденцію нашого світу заперечувати такі речі як зарозумілість.
У фіналі 1 сезону «Флеш» Антифлеш відкриває сингулярність, яка з'єднує його світ із паралельним всесвітом під назвою Земля-2. У другому сезоні Флеш починає стикатися з лиходіями з тієї землі, які також мають двійників на Землі-1, надісланих Зумом. Масив лиходіїв Землі-2 складається з Атомного Розгромника, Піщаного Демона, Короля Акул і Доктора Лайта; Зум посилає всіх, щоб убити Флеша з гарантією повернення додому. Однак вони не єдині, хто прибуває з сингулярності; це також включає Землю-2 Спалах після близької смерті та втрати швидкості в результаті зіткнення з Зумом. Коли Флеш із Землі-2 (на ім'я Джей Гаррік) представляється команді Флеша, Баррі (Флеш) спочатку не довіряє йому та ставить його в конвеєр металюдей у STAR Labs. Коли Флешу стає важко зіткнутися з піщаним демоном, він звільняє Джея, щоб той міг допомогти йому, а також навчити його швидкості. За допомогою нового трюку, якому навчив Джей, Баррі перемагає піщаного демона. Пізніше аналог Землі-2 Гаррісона Веллса також прибуває на Землю-1. Він викрадає зброю з Mercury Labs і рятує Баррі від Королівської акули Землі-2. Коли Джей знову стикається і бачить Веллса, суперечка між ними загострюється, перш ніж Баррі вступається. Аж до 7 сезону щосезону показували нову версію Веллса.
У серіалі «Підземелля зґвалтування Альфа Стюарта», створеному художником містером Дудлбургером, використовуються кадри з австралійського телевізійного драматичного шоу «Додому і в дорогу», але за допомогою вміло накладених аудіодоріжок показано роль одного з головних героїв серіалу, довготривалого героя Альфа Стюарта як жорстокого героя у паралельній версії «Вдома та вдома»

### Телесеріал про паралельні всесвіти
Було кілька серіалів, де паралельні всесвіти були центральними для самоого серіалу.
- Фантастична подорож, у якій кілька мандрівників, які заблукали в Бермудському трикутнику, опиняються в іншому світі
- Інший світ, в якому сім'я потрапляє в пастку альтернативного світу
- Вир світів, де молодий чоловік винаходить генератор червоточини, який дозволяє подорожувати на «альтернативні» Землі. Кілька персонажів подорожують серією «альтернативних» Земель, намагаючись повернутися до свого рідного всесвіту
- Паралакс, у якому хлопець відкриває портали до кількох паралельних всесвітів у своєму рідному місті
- Опівнічне Євангеліє, у якому Кленсі Гілрой, космічний заклинач подорожує планетами, щоб взяти інтерв’ю у гостей для своєї космічної трансляції у своєму симуляторі.
- Чарлі Джейд, в якому головний герой випадково потрапляє в наш всесвіт і шукає шлях назад у свій власний. Серіал представлений трьома всесвітами - альфа, бета і гамма
- Насторожі, де чоловік перемикається між реаліями щоразу, коли він лягає спати: одна, в якій його дружина вижила в ДТП, у якій загинув їхній син, і друга, в якій його син вижив, але його дружина загинула
- У серіалі Межа основним елементом серіалу є втрата рівноваги та остаточне зіткнення двох всесвітів і моральні наслідки цього. Більшість головних героїв мають двійника, який зазвичай дещо відрізняється від їх первісних «я».
- У південнокорейській драмі «Доктор Джин» (2012) була використана концепція паралельних всесвітів. Лікар подорожує в минуле, зокрема, в епоху Чосон, і це призводить до великих змін в історії.
- Рік і Морті, в якому нескінченна кількість реальностей і всесвітів.
- Дивні дива, у якому маленьке містечко стає домом для шлюзу між вимірами.
- Флеш, у якому Баррі Аллен подорожує до кількох паралельних всесвітів у мультивсесвіті за допомогою своєї надшвидкості.
- Надприродне, в якому кілька епізодів мають справу з паралельними всесвітами, зокрема тринадцятий сезон, який містить сюжетні лінії, зосереджені навколо паралельних всесвітів, відомих як Світ Апокаліпсису, і Погане місце, яке з’являється в пілотни епізод запропонованого спін-оффу Надприродне: Свавливі сестри. Світ Апокаліпсису зображений як темний постапокаліптичний всесвіт, де головні герої Надприродного Сем і Дін Вінчестери ніколи не народжувалися і, отже, не могли зупинити кінець світу.
- «Доктор Хто», в якому в ході сюжету Роуз Тайлер відкривається тріщина між двома паралельними всесвітами. Однак, де все ще живе її батько, кіберлюди контролюють паралельну землю і переходять на нашу.
- Людина у високому замку, де в паралельному всесвіті нацисти перемогли у Другій світовій війні, за мотивами роману Філіпа Діка.
- Король: Вічний монарх, у якому країна Корея об’єднана як єдине королівство в паралельній реальності до розділених Корей. Два головних персонажі подорожують між своїми реальностями, один з Республіки Південна Корея, інший — вищезгаданий король.
- Пітьма, де (попереднє) існування оригінального світу було виявлено лише в останньому (третьому) сезоні. Первісний світ там був знищений/розділений на два паралельних геніальним вченим у болі, тому що сім'я його сина загинула в результаті нещасного випадку, і він відчайдушно хотів, щоб вони повернулися живими. Кожен із двох світів має власну групу головних героїв (Sic Mundus Creatus Est проти Erit Lux), які борються за перевагу подорожей у часі, доступних у трьох варіантах: через місцеву печеру, закручену краплю частинок Бога та портативні дрони.
- OA, у якому персонажі відкривають паралельні всесвіти та намагаються до них помандрувати.
- Амфібія, головна героїня Енн Бунчуй разом зі своїми друзями Сашою Вейбрайтом і Марсі Ву переміщуються в королівство Амфібія. Будинок Сови, де головний герой Луз Носеда слідує за чарівними дверима на Киплячі острови, підтверджено, що має той самий всесвіт і мультивсесвіт, що й Амфібія у фіналі 2 сезону, «Королівський приплив».
- А що як...?, заснований на однойменній серії коміксів Marvel, яка досліджує, як міг би розгортатися кінематографічний всесвіт Marvel, якби ключові моменти в його історії відбувалися інакше.
- Дія фільму «Людина-коала» відбувається в альтернативному всесвіті, де аварії «Титаніка» ніколи не було, що опосередковано призвело до знищення Сполучених Штатів Америки (за винятком того, що Голлівуд перетворився на острів), Австралії стала супердержавою світу, а Ніколь Кідман стала її королевою.

## Книги
Трилогія «Відлуння часу» Брайана Девіса розглядає ідею паралельних світів, заглиблюючись у сюжет, у якому головний герой подорожує між трьома різними «землями», кожна з яких рухається з різною швидкістю часу, тому одна земля знаходиться на 20 років у минулому, а інша знаходиться на 10 хвилин у майбутньому порівняно із землею, з якої походить персонаж.
У фільмі «Оверстрайк» К. М. Ангуса — високофункціональні шизофреніки зі здатністю одночасно сприймати кілька реальностей.

## Комікси
Паралельні всесвіти в сучасних коміксах стали особливо багатими та складними, значною мірою через постійну проблему безперервності, з якою стикаються два основні видавці, Marvel Comics та DC Comics. Два видавці використали концепцію мультивсесвіту, щоб вирішити проблеми, пов'язані з інтеграцією персонажів інших видавців у їхній власний канон, а також через наявність головних героїв серіалу з безперервною історією, як у випадку з Суперменом, понад 70 років. Крім того, обидва видавці використали нові альтернативні всесвіти, щоб переосмислити своїх власних персонажів. (Див. Мультивсесвіт (DC Comics) і Мультивсесвіт (Marvel Comics)) Мультивсесвіт Майкла Муркока від DC зібрав 12 номерів у 1999 році зі вступом Муркока, який пропонував складний опис його обґрунтування.
DC Comics урочисто відкрив свій мультивсесвіт на початку 1960-х років із повторним представленням супергероїв Золотого віку — Товариства Справедливості Америки, яке тепер розташоване на Землі-Два, і незабаром після цього розробив сценарій «дзеркального всесвіту» з перевернутою мораллю та пануванням суперлиходіїв на Землі-Три за кілька років до того, як «Зоряний шлях» створив власний темніший альтернативний всесвіт. Було затишшя, перш ніж DC відкрив додаткові альтернативні всесвіти в сімдесятих роках, такі як Земля-Х, де відбулася перемога Вісі у Другій світовій війні, Земля-S, домівка для супергероїв коміксів Фосетта сорокових і п'ятдесятих років, таких як Капітан Maрвел і Земля-Прайм, де супергерої існували лише у вигаданих формах.
Тому комікси загалом є одним із небагатьох засобів розваги, де концепція паралельних всесвітів є основною та постійною темою. DC, зокрема, періодично переглядає цю ідею в головних сюжетних лініях, таких як «Криза на нескінченних землях» і «Нескінченна криза», де Marvel має серіал під назвою «Що, якщо…», який присвячений дослідженню альтернативних реальностей, які іноді впливають на безперервність «основного» всесвіту. Версія DC «Що, якщо…» є імпринтом Elseworlds.
Серія 52 коміксів DC оголосила про повернення мультивсесвіту. 52 був мегакросовером, пов'язаним з Нескінченною кризою, який був продовженням Криза на нескінченних землях 1980-х років. Мета полягала в тому, щоб знову звернутись до багатьох проблем і плутанини, спричинених Мультивсесвітом у DCU. Зараз існує 52 Землі, включаючи деякі казки з Іншого світу, такі як Kingdom Come, імпринт DC WildStorm і Землю, присвячену героям коміксів Чарльтона DC. Зворотний відлік і подарунки: «Пошук Рея Палмера» та «Оповідання про мультивсесвіт» розширюють цей новий мультивсесвіт.
У Marvel також було багато великих перехресних подій, які зображували альтернативний всесвіт, багато з яких випливали з подій у книгах про Людей Ікс, таких як «Дні минулого майбутнього» 1981 року, «Епоха апокаліпсису» 1995 року, «Дім М» 2006 року та сюжетна лінія Spider-Verse 2014 року альтернативні версії Людини-павука. Крім того, Squadron Supreme — це Всесвіт Marvel, натхненний DC, який використовувався кілька разів, часто переходячи в загальний Всесвіт у коміксах «Месники». Exiles — це відгалуження франшизи «Люди Ікс», яка дозволяє персонажам переходити з однієї альтернативної реальності в іншу, залишаючи оригінальний, головний Всесвіт Marvel недоторканим. Лінія Marvel UK вже давно має мультивсесвітні історії, включно з сюжетною лінією Деформації Джасперса з першої серії Капітана Британії (саме тут позначення Земля-616 вперше було застосовано до основного всесвіту Marvel).
У 2000 році компанія Marvel Comics запустила свій найпопулярніший паралельний всесвіт — Ultimate Universe. Це менший підрядок до основних ігор і містить Ultimate Spider-Man, Ultimate X-Men, Ultimate Fantastic Four і Ultimates (їх «Месники»).
Дія графічного роману «Вартові» розгортається в альтернативній історії: у 1985 році існують супергерої, війну у В'єтнамі виграли Сполучені Штати, а Річард Ніксон перебуває на п'ятому терміні президентства Сполучених Штатів. Радянський Союз і Сполучені Штати досі перебувають у загостренні «холодної війни», як і в нашому власному світі, але оскільки Радянський Союз вторгається в Афганістан у цьому світі та загрожує Пакистану, ядерна війна може бути неминучою.
У 1973 році Теммі опублікувала «Годинник і Клуні Джонс», де таємничий годинник-дідусь кидає хуліганку Клуні Джонс у сувору альтернативну реальність, де вона стає жертвою знущань. Цю історію було передруковано 1985 року в щорічнику Misty під назвою «Дідусовий годинник».
У 1978 році Misty опублікувала Вартові. Вартові були двома розваленими житловими будинками, які з'єднували основний світ з альтернативною реальністю, де Гітлер завоював Британію в 1940 році.
У 1981 році Jinty опублікував Світи окремо, де шість дівчат відчувають альтернативні світи, де панують жадібність, спортивна манія, марнославство, злочинність, інтелектуалізм і страх. Насправді це їхні світи мрій, які стають реальністю після того, як їх вибиває з ладу таємничий газ із цистерни з хімікатами, що врізалася в їхню школу. У 1977 році Jinty також опублікував «Землю без сліз», де кульгава дівчина подорожує у світ майбутнього, де до людей, у яких з ними щось не так, жорстоко ставляться, а емоції заборонені.
Концепція паралельного всесвіту також помітно з'явилася в серії коміксів про їжака Соніка від Archie Comics. Перший і найбільш часто повторюваний випадок цього — інший «дзеркальний всесвіт», де Соник і його різноманітні союзники є злими чи антигероїчними, тоді як двійник злого доктора Роботника — добрий. Ще один повторюваний всесвіт, представлений у серії, — це перпендикулярний вимір, який проходить через усі інші, відомий як Беззона. Мешканці цього всесвіту спостерігають за подорожами між іншими, часто втручаючись зі своєю поліцейською зоною, щоб покарати тих, хто подорожує між світами без дозволу.
В останні роки комікс адаптував альтернативний вимір із відеоігор Sonic Rush і Sonic Rush Adventure, де живе союзник Соніка Blaze the Cat. Послідовність, яку можна побачити в різних інших франшизах про Соніка, також існує в коміксах, особливо тих, які засновані на мультсеріалі Підземний Сонік і Сонік Ікс. Протягом кількох років також було показано ряд інших всесвітів, які пародіювали різні популярні франшизи, такі як Сейлор Мун, Ґодзілла та різні проєкти з Marvel Comics. Арчі також використовував цю концепцію як основу для кросоверів між Соніком та іншими назвами, які вони публікують, зокрема Sabrina the Teenage Witch і Mega Man.
Різноманітні комікси про Трансформерів також містять концепцію паралельного всесвіту та різноманітні безперервності з різних гілок франшизи як паралельні світи, які час від часу контактують один з одним. Досить примітно, що щорічний з'їзд фанатів Botcon представив комічний сюжет, у якому Кліффджампер, автобот з оригінальної серії Трансформерів, потрапляє в альтернативний всесвіт, де його товариші-автоботи злі, а десептикони — добрі. Цей всесвіт відомий як всесвіт «Розбитого скла» і продовжувався в коміксах і текстових історіях після його першого випуску.

## Аудіодрама
Події «В межах проводів» відбуваються в паралельному всесвіті, в якому сімейні структури та країни були скасовані після того, як «Велика розплата» вбила значну частину населення світу.
У Сірій зоні семисерійного серіалу «Непройдені шляхи» події розгортаються в альтернативному всесвіті, в якому Дональд Трамп виграв другий президентський термін, геїв криміналізують і заарештовують, а націю охопив насильницький авторитарний рух, відомий як «Очищення Дня Подяки». Крім того, дія основного всесвіту серіалу розгортається в хронології, в якій Гілларі Клінтон перемогла на президентських виборах 2016 року.
Події «Вікторісіті» відбуваються в альтернативному Лондоні 1887 року, де «королева Вікторія — кіборг, а справжній архітектор, якому поклоняється легіон робітників».

## Відео ігри
- У пригодницькій грі 9: The Last Resort (1996), вирішивши кілька запаморочливих і унікальних головоломок, гравець проходить повз «Вартових Тікі»; і перед ним відкриваються двері в «Порожнечу» — фактично кімнату до іншого всесвіту, в якій знаходиться весь космос.
- Banjo-Kazooie (1998) розповідає про світ під назвою «Click Clock Wood», який має весняний, літній, осінній та зимовий варіанти. Навколишнє середовище розвивається між сезонами, роблячи деякі ділянки доступними або недоступними, а дії, здійснені в один сезон, впливають на результат в інші.
- Шутер від першої особи BioShock Infinite (2013) — це багатосвітова інтерпретація квантової механіки. Головного героя звати Букер Девітт, що є даниною поваги фізику Брайсу Девітту.
- Файтинг 2018 року BlazBlue: Cross Tag Battle об'єднує всесвіти BlazBlue, Persona 4 Arena, Under Night In-Birth та RWBY у сингулярності під назвою «Примарне поле», де персонажі борються за «Ключові камені».
- Історія Chrono Cross (1999) зосереджена навколо подорожі між двома альтернативними часовими лініями, оригінальною або «Іншим світом» та «Рідним світом», який є відгалуженням, створеним діями героїв попередньої гри, Chrono Trigger.
- City of Heroes (2004), багатокористувацька рольова онлайн-гра, має зону «гравець проти гравця» (PvP) під назвою «Перемога відлюдника». Це альтернативне майбутнє в постійному русі, де герої та лиходії борються за майбутнє Землі.
- Crash Twinsanity (2004) розповідає про подорож Краша, Кортекса та Ніни до «10-го виміру», який також може бути паралельним всесвітом (на це наштовхує тема і те, як все виглядає навпаки, з наявністю «Злого Краша», а також планувалися «Добрий Кортекс» і «Зла Коко», але їх вирізали під час розробки).
- У психологічній пригодницькій грі з елементами жахів «Dark Seed» (1992) головний герой Майк Доусон відкриває для себе паралельний всесвіт, зазирнувши у дзеркало своєї вітальні.
- У центрі сюжету «Темряви» (2007) — світ темряви, в який потрапляєш після смерті і який окупували солдати Першої світової війни.
- У грі EarthBound (1994) є багато зон, які можна вважати альтернативними вимірами. Перший — це ілюзія, створена статуєю Мані-Мані, яка перетворює мегаполіс Фурсайд на химерний неоновий мегаполіс під назвою Мунсайд, наповнений незвичними персонажами та ворогами. Другий — Магікант, світ підсвідомості Несса, доступ до якого відкривається після здобуття Восьми Мелодій. Нарешті, наприкінці гри протагоністи потрапляють до Печери в минуле, де вони подорожують у часі до примарного минулого виміру печери, щоб зіткнутися з Ґіґасом.
- У The Elder Scrolls IV: Oblivion (2006) є альтернативний пекельний світ під назвою «Забуття», а також картина, в яку можна залізти, і квест, де ви потрапляєте у світ снів.
- Події серії Fallout (1997-) відбуваються у дещо іншому всесвіті. Наприклад, корабель, який висадив перших людей на Місяць у 1969 році, називається Valiant 11, а не Apollo 11. Цей всесвіт розійшовся з нашим після Другої світової війни, що призвело до відсутності передових комп'ютерів, холодної війни, відеомагнітофонів тощо.
- У грі «Сила свободи» (2002) більша частина сюжету розгортається в місті Патріотів, але використовуються й інші локації та часові періоди, зокрема магічні світи, доісторичні часи та світи, повністю віддалені від часу та простору.
- Серія Half-Life (1998-) значною мірою обертається навколо альтернативних всесвітів. Xen — локація в першій грі Half-Life, випадково відкрита вченими і описана як прикордонний світ між вимірами, куди гравець повинен вирушити, щоб зупинити вторгнення інопланетян. У Half-Life 2 йдеться про багатовимірну імперію під назвою «Комбінат», яка успішно завоювала Землю і підкорила людство, а також незліченну кількість інших всесвітів і видів.
- Дія гри Heroes of the Storm (2015) відбувається у Нексусі — дивному лімбі зіткнення всесвітів, що перетинаються у просторі, часі та вимірах. Нексус існує в центрі міжвимірного космічного шторму, який може розірвати світи і всесвіти, а може і повернути їх до стабільності. Деякі з центральних сфер у Нексусі є прикладами таких точок стабільності. Кожне царство в Нексусі має один камінь під назвою «Сингулярність», і лише той, хто здобуде його шляхом завоювання, може стати Володарем царства. Багато могутніх воїнів були затягнуті в Нексус, включаючи бійців з всесвітів Warcraft, StarCraft, Diablo і Overwatch. Постійно прибувають нові бійці, деякі з них обрані після того, як вони загинули у своїй первісній реальності.
- Гра «Королівство Сердець» (2002-) представляє мультивсесвіт Final Fantasy від Disney/Square Enix, в якому різні світи засновані на фільмах Діснея або концепціях з лінійки Final Fantasy. Серія також представляє концепцію різних «Королівств», що відповідають Світлу, Темряві та Проміжності, в яких відбуваються всі світи.
- У серії ігор про Кірбі одними з найвідоміших локацій є інші виміри у вигляді Іншого Виміру, Дзеркального Світу, Кіберпростору, Краю Снів та багато іншого. Дія ігор серії Kirby Clash відбувається в Королівстві Снів, паралельному всесвіті, відмінному від основного місця дії серії — Країни Снів. Ці ігри пов'язані з основним каноном серії через події Kirby's Return to Dream Land Deluxe.
- Гра Legacy of Kain (1996-) розгортається в кількох світах і часових лініях.
- У The Legend of Zelda: A Link to the Past (1991) розповідається про похмуру і перекручену паралельну версію Гірула під назвою «Темний світ». В The Legend of Zelda: Ocarina of Time (1998) після того, як головний герой, Лінк, перемагає темного володаря Ганона, він подорожує в минуле, у своє дитинство. Це призводить до появи двох альтернативних історій для Гірула. В одній, молодшій версії, Лінк мандрує до країни Терміна у фільмі The Legend of Zelda: Majora's Mask (2000). В іншій Лінк більше не присутній, дозволяючи Ганону повернутися, щоб влаштувати лють, яка змусила богів Гірула затопити світ у «Творець вітру» (2002). Існує також сценарій, за яким Лінка вбиває Ганон у фінальній битві, що призводить до альтернативної історії, в якій Гірул переживає епоху занепаду, що призводить до подій The Legend of Zelda: A Link to the Past.[8] Дія The Legend of Zelda: Majora's Mask відбувається в Терміні, паралельному світі до Гірула. У грі знову з'являються майже всі персонажі з Ocarina of Time.The Legend of Zelda: Oracle of Seasons and Oracle of Ages (2001) використовують концепцію, схожу на ту, що використовується в A Link to the Past. У цих іграх гравець повинен перемикатися між паралельними минулим і теперішнім світами (Епохами) та між весною, літом, осінню і зимою (Порами року), щоб просуватися в грі. У першій частині гри The Legend of Zelda: Twilight Princess (2006) деякі райони Гірула завуальовані Сутінковим Королівством. Ці області мають сутінковий і похмурий вигляд, Лінк не може трансформуватися з вовчої форми, персонажі з'являються лише як духи, з якими не можна спілкуватися, а вороги є сутінковими варіаціями своїх звичайних форм. В іншому Сутінкове Королівство ідентичне звичайному Гірулу.
- Світ класичної культової пригодницької гри The Longest Journey (1999), створеної Раґнаром Торнкастом, а також її сиквелів, має справу з існуванням двох паралельних всесвітів — технологічного (Старк) і магічного (Аркадія).
- Події Mortal Kombat 1 (2023) розгортаються в новій часовій лінії, створеній Лю Каном після того, як він здобув контроль над Пісочним годинником у Кроніки та Шан Цунга і став Хранителем часу в Mortal Kombat 11 та її доповненні Aftermath. Пізніше в сюжеті з'ясовується, що битва за Пісочний годинник Кроніки в Mortal Kombat 11 призвела до створення численних інших часових ліній, в яких інші персонажі стали Хранителями часу. Персонажі з цих часових ліній з'являються в часовій лінії Лю Кана до кульмінації гри. Головним антагоністом гри є Титан Шан Цун, який походить з альтернативної кінцівки Aftermath, в якій він вбиває Лю Кана і забирає Пісочний годинник, а пізніше проникає у вцілілу часову лінію Лю Кана під виглядом Кроніки, щоб посилити Шан Цуна і Куан Чі.
- Metroid Prime 2: Echoes (2004) розповідає про світ «Ефіру», який має альтернативне «я» у «темному» світі, всесвіті чи вимірі. Головна героїня, Самус, дізнається, що вона щойно потрапила у безнадійну війну за люмінотів, домінуючий вид Світлого Ефіру, проти інгів, домінуючого виду Темного Ефіру. Вона також знаходить свого двійника, Темного Самуса або сутність Метроїда Прайма всередині костюма Фазона Самуса.
- У пригодницькій комп'ютерній грі Myst (1993) безіменний головний герой подорожує кількома альтернативними світами за допомогою спеціальних книг, які описують світ всередині і переносять користувача до цього світу, коли він торкається вікна на титульній сторінці.
- У OtherSpace (1998), текстовій науково-фантастичній MMORPG, біженці із земного всесвіту були змушені мігрувати до паралельного всесвіту під назвою «Гіверспейс», квантова розбіжність якого сталася мільярди років тому, після того, як пошкодження часового/просторового континууму почало розривати їхній власний всесвіт на частини[9]. Зрештою, вони змогли знайти спосіб повернутися до минулого всесвіту, квантова розбіжність якого з їхнім початковим всесвітом була відносно незначною.
- У рольовій грі Outcast (1999) зонд відправляють у паралельний всесвіт, де його атакує «сутність». Каттер Слейд повинен супроводжувати команду вчених у потойбічний світ, щоб повернути і відремонтувати пошкоджений зонд до того, як Землю поглине чорна діра.
- Дія гри Persona 2: Eternal Punishment (2000) відбувається в альтернативному всесвіті під назвою «Цей бік», де події «Невинного гріха» не відбувалися, а персонажі ніколи не зустрічалися в минулому.
- У фільмі Persona 4 (2008) головні герої потрапляють в альтернативний вимір під назвою «Телевізійний світ», який існує як частина колективного несвідомого у великому мультивсесвіті Megami Tensei, щоб знайти серійного вбивцю в містечку Інаба.
- Portal 2 (2011), пригодницька відеогра, має ігровий режим під назвою «Ініціатива вічного тестування» (PeTI), де за сюжетом головний герой «Бенді» проходить через тисячі різних світів, в яких персонаж Кейв Джонсон існує в різних ролях під назвою «Мультивсесвіт», а паралельні всесвіти PeTI відрізняються від основної часової лінії Half-Life/Порталу.
- Resistance: Fall of Man (2006) розгортається в альтернативному всесвіті, де царська Росія ніколи не переживала Лютневої революції, а натомість стала плацдармом для агресивного вторгнення інопланетян, відомих як «химери», які потім захопили Західну Європу, Велику Британію, Канаду і більшу частину Сполучених Штатів, і де в результаті не було Другої світової війни. Події гри та її сиквелів починаються в альтернативному 1951 році.
- У серії відеоігор у жанрі жахів виживання Silent Hill (1999-) місто Сайлент Гілл коливається між реальним світом, де Сайлент Гілл здається звичайним туристичним містечком, Туманним світом, який схожий на реальний світ, за винятком того, що місто оповите густим туманом і майже безлюдне, за винятком монстрів і кількох людей, і темною і напівзруйнованою версією міста, яка називається «Інший світ».
- Кожна зона на Sonic the Hedgehog CD (1993) має чотири варіації: Минуле, Теперішнє, Погане Майбутнє та Добре Майбутнє, кожна з яких має деякі тонкі та не дуже тонкі зміни. У серії також з'являються альтернативні виміри та паралельні всесвіти, як у Sonic Rush (2005), де Сонік зустрічається з героєм з іншого світу на ім'я Кіт Блейз, чиїм заклятим ворогом є альтернативна копія його власного ворога, доктора Еггмана. У серії про Соника «Їжачок Соник 2006», «Покоління та суперники» також використовується концепція червоточин та альтернативних часових ліній.
- Дія гри Sudeki (2004) відбувається у царстві світла і паралельному царстві темряви.
- У Super Mario 64 (1996) є світ під назвою «Крихітний величезний острів», який має два варіанти: один збільшений, інший зменшений. Гравець може отримати доступ лише до певних частин рівня, щоб отримати певні зірки, залежно від того, в якому варіанті він перебуває. Між двома варіантами можна перемикатися за допомогою порталів у світі.
- У Super Mario Bros. 2 (1988) є предмет «Чарівне зілля», яке при використанні створює дверний отвір, що дозволяє гравцеві тимчасово отримати доступ до «Підпростору» — дзеркальної силуетної версії світу, де можна знайти предмети.
- Після завершення Особливого світу в Super Mario World (1990) потойбічний світ перетворюється із зеленого весняного на помаранчевий осінній. Багато ворогів, що зустрічаються в грі, перетворюються на химерних двійників.
- У Super Paper Mario (2007) місто «Фліпсайд» (яке виступає центральним центром гри) має альтернативну дзеркальну версію під назвою «Флопсайд». У той час як «Фліпсайд» виглядає незайманим, а його мешканці зазвичай веселі, «Флопсайд» виглядає дещо напівзруйнованим і населений похмурими персонажами.
- Обидві назви серії візуальних новел «Коли вони плачуть» (скорочено Higurashi та Umineko) містять концепцію паралельних світів. Обидві серії пов'язані з якоюсь таємницею вбивства. Як тільки головний герой «програє», для спостереження обирається інший паралельний світ, який називається Фрагмент. Так триває доти, доки вся таємниця не буде розкрита.
- Візуальний роман/головоломка серії відеоігор Zero Escape широко використовує концепцію множинних реальностей як основу свого сюжету, а також центральної ігрової механіки — подорожі крізь реальності та зміну історії. У цьому вигаданому всесвіті персонажі використовують метод подорожей між різними часовими лініями під назвою «SHIFT» (скорочення від «Spacetime Human Internal Fluctuating Travel»).
- Відеогра на виживання Don't Starve (2013) розповідає про те, як багато персонажів намагаються вижити у напівкошмарному паралельному світі дикої природи, відомому як Константа, а також про те, що більшою частиною світу колись правила раса розумних і технологічно просунутих членистоногих істот, які знищили себе через надмірне використання палива, які знищили себе через надмірне використання кошмарного палива, Константа, здається, змінюється залежно від того, наскільки налякані персонажі, і тепер контролюється таємничими тіньовими істотами, які з'являються тим, хто боїться, а також певною мірою контролюється тим, хто опинився в пастці на «троні кошмарів».
- Дія Agents of Mayhem відбувається в альтернативному всесвіті до серії Saints Row, в якому «Святі Третьої вулиці» ніколи не утворюються, що призводить до об'єднання в одну банду «Віце-королів», «Лос-Карналес» і «Вестсайд Роллерз».
- В оновленні Left 4 Dead 2 The Last Stand Update (2020) випущена карта The Last Stand, на якій всі гравці дізнаються, що ті, хто вижив, пішли іншим шляхом до фіналу Death Toll. Замість того, щоб йти до елінгу, гравці вирішили поїхати до маяка на вантажівці. Гравці повинні запалити давно занедбаний маяк і боротися з великою кількістю інфікованих, щоб дочекатися рятувального човна.